# 1 E15 m³
Za lažjo predstavo redov velikosti različnih prostornin je tu seznam prostornin med 1015 m3 in 1018 m3.
- manjše prostornine
- 3,7 × 1015 m³ -- prostornina Sredozemskega morja
- 3 × 1017 m³ -- prostornina Atlantskega in Indijskega oceana (posebej, groba ocena)
- večje prostornine